# Pignan
Pignan (okzitanisch Pinhan) ist eine französische Gemeinde im Département Hérault in der Region Okzitanien. Sie hat 8326 Einwohner (Stand: 1. Januar 2022) und ist Hauptort des gleichnamigen Kantons. Die Einwohner werden „Pignanais“ genannt.

## Geographie
Pignan liegt etwa elf Kilometer westsüdwestlich von Montpellier. Umgeben wird Pignan von den Nachbargemeinden Murviel-lès-Montpellier im Norden, Saint-Georges-d’Orques im Nordosten, Lavérune im Osten, Saussan und Fabrègues im Süden, Cournonterral im Südwesten und Westen sowie Saint-Paul-et-Valmalle im Nordwesten.
Pignan gehört zum Weinbaugebiet Vin de pays des Collines de la Moure.

## Bevölkerungsentwicklung
| 1962 | 1968 | 1975 | 1982 | 1990 | 1999 | 2006 | 2017 |
| ---- | ---- | ---- | ---- | ---- | ---- | ---- | ---- |
| 1905 | 2216 | 2677 | 3319 | 4097 | 5665 | 6047 | 7019 |

## Sehenswürdigkeiten

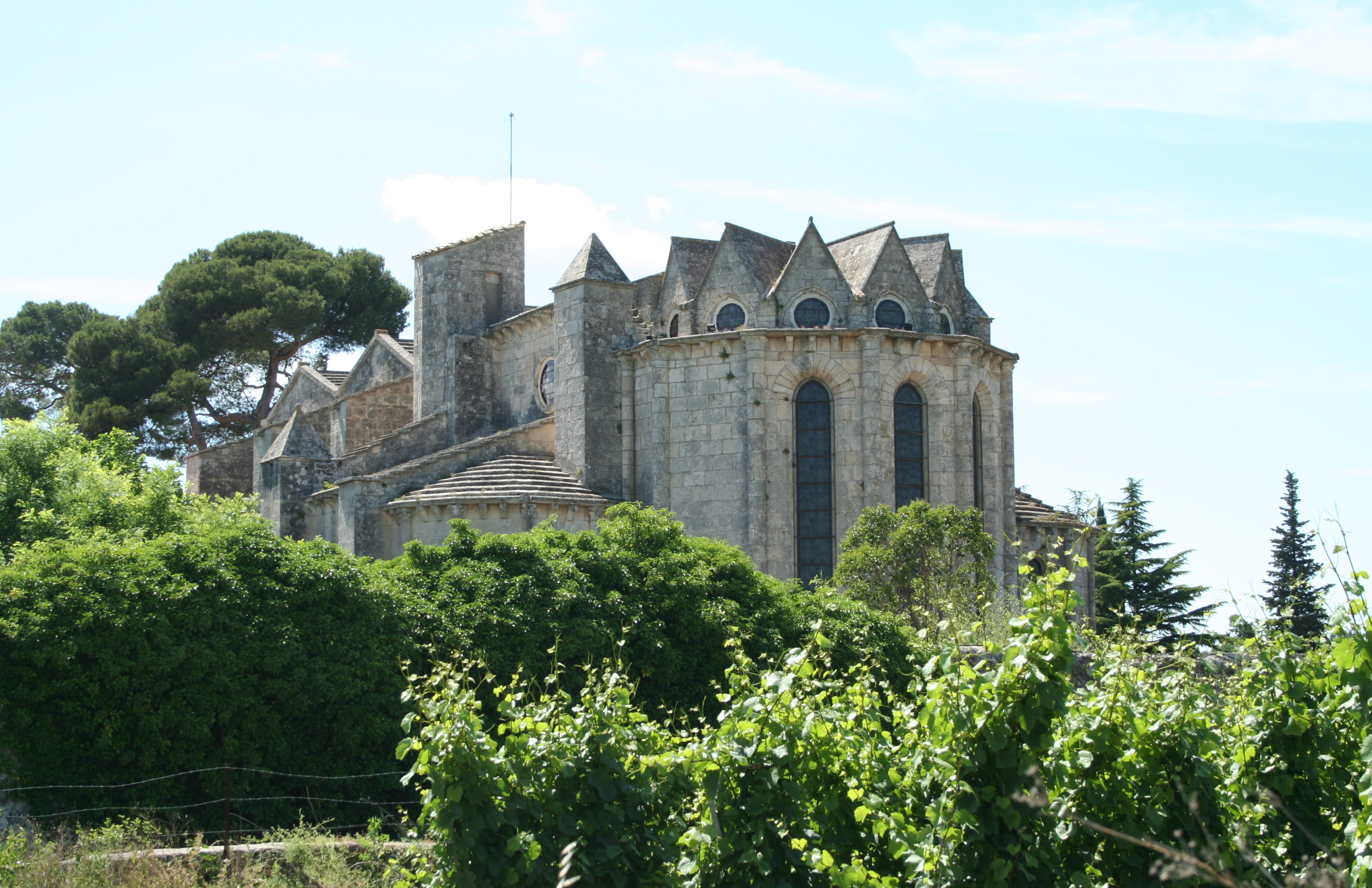
Abtei von Vignogoul

- Château de Turenne, im 17. Jahrhundert errichtet, seit 1896 Rathaus der Gemeinde
- Kloster Vignogoul, begründet 1138, 1789 aufgehoben, seit 1791 im Privatbesitz, seit 1862 Monument historique
- Kirche Notre-Dame-de-l’Assomption, errichtet im 14. Jahrhundert, im hundertjährigen Krieg zerstört und im 17. Jahrhundert rekonstruiert.

## Gemeindepartnerschaft
- Sinzheim, Baden-Württemberg, Deutschland, seit 1975